# Joop Postma
Jacob Johan (Joop) Postma (Leeuwarden, 3 april 1932 – Harderwijk, 27 juli 2014) was een Nederlands politicus van de Partij van de Arbeid (PvdA). Hij was onder meer burgemeester van een aantal gemeenten.

## Leven en werk
Na zijn middelbareschoolopleiding studeerde Postma achtereenvolgens aan de sociale academie en aan de Rijksuniversiteit Groningen. Hij studeerde af in de sociale pedagogiek. Postma was opbouwwerker in Oost-Groningen, docent bij het hoger sociaal-pedagogisch onderwijs en wetenschappelijk hoofdmedewerker aan de Rijksuniversiteit Utrecht.
Postma begon zijn politieke carrière in 1966 als gemeenteraadslid van Beerta in Oost-Groningen. In zijn eerste Groninger periode was hij ook lid van de Groningse Staten. Na zijn verhuizing naar Gelderland werd hij in 1974 wethouder van Harderwijk, belast met onderwijs, cultuur, recreatie en maatschappelijk werk. In datzelfde jaar 1974 werd hij lid van de Gelderse Staten. Van 1978 tot 1982 was hij gedeputeerde in Gelderland onder andere belast met de portefeuille financiën. In 1982 werd hij benoemd tot waarnemend burgemeester van Lochem en in 1985 tot waarnemend burgemeester van Zaltbommel. In 1986 werd hij benoemd tot burgemeester van Winschoten. In 1994 beëindigde hij zijn politiek bestuurlijke loopbaan door gebruik te maken van de regeling tot vervroegde uittreding.
Postma kreeg als waarnemend burgemeester en als burgemeester te maken met hoog oplopende conflicten. In Lochem escaleerde een conflict met de gemeentesecretaris. In Winschoten leidde de spanningen binnen het college van Burgemeester en Wethouders tot het aftreden van enkele wethouders en het vertrek van de gemeentesecretaris.